# Diasporamètre
Le diasporamètre ou diasporamètre de Rochon ou diasporamètre chromatique ou encore prisme de Risley est un instrument créé par Alexis-Marie de Rochon en 1783 et monté par l'ingénieur opticien Jean-Baptiste Soleil en 1840. Il consiste en un tube contenant deux prismes de crown pouvant tourner l'un par rapport à l'autre. Cet angle est mesurable à l'aide d'un vernier.
Ce montage a été utilisé pour déterminer l'angle d'un prisme inconnu par la relation :
{\displaystyle \sin {({\frac {\alpha }{2}})}=\sin {(i)}\sin {({\frac {\theta }{2}})}}
Où :
- α est l'angle inconnu du prisme à mesurer
- i est l'angle au sommet des deux prismes du montage
- θ est l'angle de rotation mesuré sur le vernier